# Baszta Bramy Lubańskiej
Baszta Bramy Lubańskiej (niem. Laubaner Turm, pot. Baszta Lubańska, Wieża Bramy Lubańskiej, Wieża Lubańska) – zabytkowa, średniowieczna budowla o charakterze obronnym w Lwówku Śląskim. Zbudowana w XIII wieku jako jedna z trzech wież broniących bram miejskich. Najwyższa z zachowanych baszt miejskich. Zlokalizowana jest w zachodniej części starego miasta w pobliżu Urzędu Miasta i Gminy Lwówek Śląski (dawny Pałac Hohenzollernów) przy skrzyżowaniu ulic Kościelnej i Orzeszkowej. Wpisana do rejestru zabytków pod nr 8 z 11 czerwca 1954 roku.
Blisko baszty przebiegają ruchliwe arterie miejskie – Droga Powiatowa nr 2541D (część al. Wojska Polskiego), Droga Powiatowa nr 2496D (ul. Oświęcimska) i Droga Wojewódzka nr 364 (ulice Gryfowska i al. Wojska Polskiego). Nieopodal baszty znajduje się Kościół Wniebowzięcia Najświętszej Maryi Panny.

## Nazwa
Nazwa Baszty pochodzi od Lubania – miasta, do którego prowadzi droga od baszty, stąd też nazwa – Baszta Bramy Lubańskiej.

## Symbol Lwówka Śląskiego
Baszta Bramy Lubańskiej jest jednym z najbardziej rozpoznawalnych symboli miasta Lwówek Śląski. W formie stylizowanej chętnie jest umieszczana na: kartkach pocztowych, pamiątkach, monetach okolicznościowych, logach i symbolach.
Baszta Bramy Lubańskiej to jedna z wizytówek Lwówka Śląskiego.

## Historia

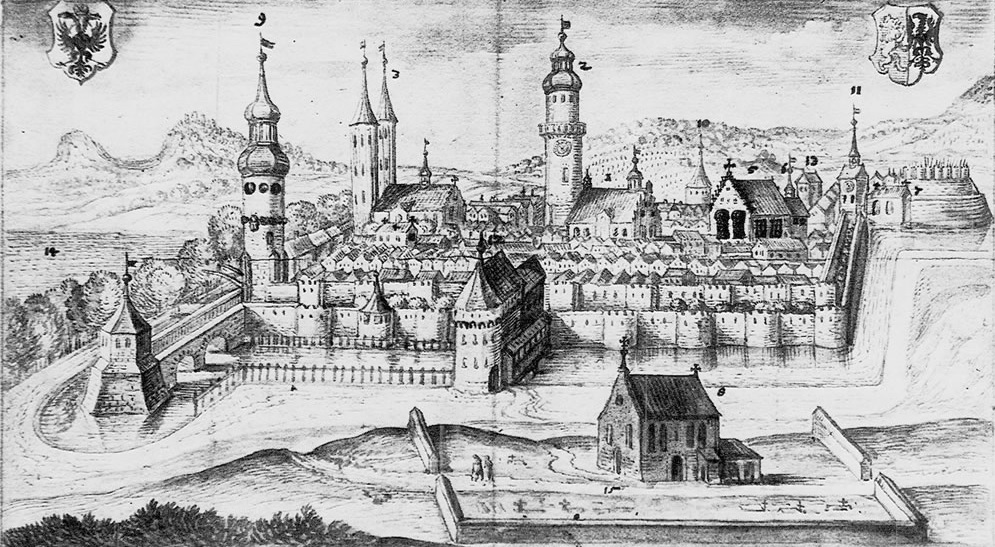
Baszta Bramy Lubańskiej przed przebudową (nr 9 z lewej) na panoramie miasta z XVI wieku

### Średniowiecze
Pierwotna, drewniana, Brama Baszty Lubańskiej, wg lwóweckich kronikarzy, wybudowana została wraz z innymi założeniami obronnymi w roku 1197. Murowane fortyfikacje powstały w połowie XIII w.
W XIII wieku po otrzymaniu praw miejskich dzięki Henrykowi Brodatemu w Lwówku Śląskim, rozpoczęło się wznoszenie obwarowań obronnych miasta. Baszta Bramy Lubańskiej stanęła obok bramy wjazdowej do miasta już w pierwszym etapie budowy obwarowań miejskich. Na fortyfikacje miejskie składały się: obiegające miasto kamienne mury obronne z licznymi bastejami, trzy bramy wjazdowe z basztami oraz poprzedzająca je głęboka fosa. Bramom nadano nazwy: Lubańska, Złotoryjska i Bolesławiecka. Nazwano je tak od miast, do których biegły trakty z Lwówka Śląskiego. W XV wieku zbudowano drugi pierścień murów obronnych. W związku z budową drugiego pierścienia obwarowań basztę wraz z bramą poddano modernizacji. Obecnie ukształtowany układ powstał już w połowie XV w.

### Nowożytność
Wieża była wielokrotnie przebudowywana. XVI-wieczne błędy konstrukcyjne sprawiły, że w 1616 r. runęła uszkadzając bramę. Odbudowano ją jeszcze tego samego roku, w ciągu następnych kilku miesięcy. Z tej okazji wieża udekorowana została piaskowcową płytą z wykutym lwem i napisem po łacinie: „Justus quasi leo” (sprawiedliwy jak lew) oraz gmerkami (herbami mieszczańskimi) burmistrza i urzędujących rajców miejskich. Remont wieży przerwała wojna trzydziestoletnia, więc dopiero w 1661 r. osadzono na niej barokowy hełm. Po kolejnych przebudowach, a nawet odbudowie po zawaleniu w XVII wieku służyła celom przechowywania archiwów. W 1752 r. wieżę strawił pożar, podobnie jak większą część miasta. Po 32 latach odbudowy uzyskała swój stan podobny do dzisiejszego.28 czerwca 1752 r. o godz. 14.00 w mieście wybuchł duży pożar, w którym spaliła się m.in. Baszta Lubańska. Jej odbudowa trwała dość długo. 19 października 1784 r. została zamontowana nowa gałka, a wieża otrzymała nowy, barokowy hełm z latarnią. Od XVIII wieku mury i baszty straciły swoje znaczenie obronne i zaczęto je stopniowo rozbierać. W latach 30. XX wieku część odcinków zrewitalizowano. Pośród najstarszych zachowanych elementów obwarowań miasta wyróżnia się Baszta Bramy Lubańskiej. W 1752 r. baszta uległa kolejnemu uszkodzeniu w wyniku pożaru. Odbudowa trwała do 1784 r., a w jej efekcie basztę nakrył barokowy hełm. Wnętrze budowli przez pewien czas służyło jako areszt, a do roku 1797 służyła jako prochownia.

### XIX wiek
W 1809 r. w basztę uderzył piorun – oszczędzając budowlę, zniszczył jedynie barokowy hełm, który szybko odrestaurowano. Generalną renowację baszty przeprowadzono w 1809 r. W poł. XIX w. ostatecznie rozebrano sypiące się elementy bramy, a do czasów współczesnych zachowała się jedynie Wieża Bramy Lubańska. Przebudowany wówczas obiekt zachował swój niezmieniony wygląd do dziś. Przylegająca do baszty brama została rozebrana w połowie XIX w.

### XX wiek
Przed II wojną światową w baszcie funkcjonowało schronisko.
Około 1935 r. dokonano kompleksowej, lecz niezbyt wiernej rekonstrukcji wieży i przybramnego odcinka murów, odtwarzając średniowieczny pomost i kryty ganek straży.
W czasie II wojny światowej przechowywano tu zbiory biblioteki wrocławskiej.
Po wojnie zabytkiem opiekowali się harcerze, a po remoncie z lat 1966-1977 utworzono tu Izbę Pamięci.
Baszta Barmy Lubańskiej wpisana została wraz z murami miejskimi do rejestru zabytków w listopadzie 1956 r. Identyfikator w ewidencji NID 596051.

### Współczesność
Teraźniejsza forma baszty pochodzi z XVII wieku. Obecnie wieża znajduje się pod opieką lwóweckiego Oddziału PTTK. Współcześnie Baszta Bramy Lubańskiej wykorzystywana jest jako atrakcja turystyczna. Baszta Bramy Lubańskiej jest udostępniona turystom do zwiedzania jedynie podczas Lwóweckiego Lata Agatowego. Przez pewien czas na najwyższym poziomie baszty znajdowała się kawiarnia, tak jak to miało miejsce w czasach przedwojennych. Na szczycie wieży znajduje się punkt widokowy, z którego można podziwiać panoramę Lwówka Śląskiego.

## Brama Lubańska
Brama Lubańska jaka przetrwała do początku XVIII w. składała się z baszty przybramnej (Baszta Bramy Lubańskiej), bramy wewnętrznej, następnie wąskiej (ok. 2,5 m szerokości), murowanej gardzieli, która przebijała się przez zewnętrzny pierścień murów miejskich, przechodziła przez wąski kamienny mostek przerzucony nad fosą do przedbramia (mały barbakan).

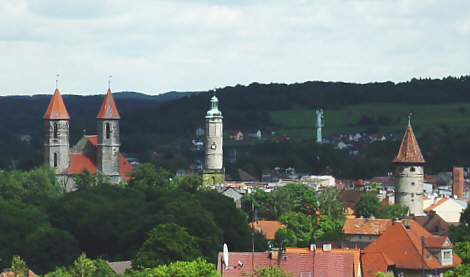
Baszta Bramy Lubańskiej (w prawym dolnym rogu) na tle miasta